# 劉得金
劉得金（1962年5月10日—），筆名「金戈」，中華民國陸軍中將（退役）、本省人、散文作家、口述歷史工作者、政務官，臺灣新竹縣芎林鄉文林村（舊稱紙寮窩）客家人，駐外武官出身，畢業於中正預校中2期（高中部69年班）、陸軍官校73年班（53期）、美國陸軍步兵學校軍官高級班、美國陸軍指揮參謀學院、美國國防大學國防工業碩士及國際軍官班、美國哈佛大學國安班，學歷顯赫，也深受美軍方器重與信任，又熟稔新加坡與美國軍事事務，在軍中被視為是李翔宙、嚴德發兩人的愛將，於2012年7月1日接任第28任中華民國陸軍軍官學校校長，是陸軍官校第一個臺灣本省籍的校長，本土意識強烈，且多次留學美國進修，並擔任駐新加坡台北代表處武官（軍協組上校組長）主責防務外交，對於推動臺灣與新加坡間兩國合作負有貢獻，現任國安會副秘書長、國防院國安所資深研究員，曾任帛琉總統榮譽侍衛長、國防大學戰略教官、陸軍步兵117旅參謀長、陸軍裝甲步兵第33師參謀長、參謀本部情次室聯情中心主任、陸軍司令部計畫處長、陸軍北高部指揮官、陸軍官校校長、陸軍六軍團副指揮官、陸軍花防部指揮官、國防部電展室主任、陸軍八軍團指揮官、陸軍副司令、國防部總督察長。

## 軍旅仕途
劉得金於2012年7月1日由陸軍司令李翔宙上將主持陸軍官校校長就職典禮時，李翔宙讚譽劉得金先後完成美國陸院1997年班、美國國防大學國際軍官班及美國國防大學國際工業學院碩士班等深造教育，並歷練陸軍排長、連長、營長、旅參謀主任、第33師參謀長、駐新加坡武官、陸總部計畫處副處長、聯合情研中心主任，及北高地區指揮部指揮官與陸軍官校教育長等重要職務，學經歷完整，部隊實務經驗豐富。劉得金於2015年2月卸任校長，接任陸軍六軍團副指揮官，於2015年7月1日晉升中將，並歷任陸軍花東防衛指揮部指揮官、國防部參謀本部電展室主任與陸軍第八軍團指揮官。2022年6月1日屆齡退伍。國防部總督察長由時任陸軍後勤指揮部指揮官楊基榮中將升任。

## 治理校務
擔任中華民國陸軍軍官學校校長，劉得金主張，以入伍教育為基礎，培育合格的戰鬥兵，奠定爾後軍官養成教育之根基。復以軍事訓練及軍官養成教育，銜接兵科教育及後續之進修；最後完成以「國家、忠誠、責任、榮譽、倫理品德」教育之總體目標。另學校於每個月月會，都會邀請專家學者到校學術講演，以充實學生通識教育及拓展世界觀，深受時任陸軍司令李翔宙上將重用。

## 學術交流
為提供科學教育之學術與實務交流的機會，劉得金責成由陸軍官校物理系於2012年8月21日在陸官中正堂，舉辦為期三天的「2012年中華民國物理教育聯合會議」，這是首次結合第十五屆「2012年中華民國年物理教學與示範研討會」與「2012中華民國年物理教育學術研討會及年會」等會議召開，與會450餘人，以創新物理教育，從生活中學習物理，藉由創意教具的設計，透過指導與經營，將科學教育推廣，提昇國人科學素養，最後達到創新教學之目的，此會議不但融入三種會議之精神與特色，也建立辦理聯合研討會之規模與範例。

## 策略聯盟
劉得金在任內推動國立中山大學與陸軍八軍團簽訂策略聯盟，並在陸軍43砲指部營區內設置「行政管理碩士在職專班」，獨立招收25人，期能提升現役軍人的領導統御、政策分析、溝通及組織管理能力，使國軍更有效地理解當今詭譎多變的全球政經情勢發展，具備因應處理問題、危機的管理及決策知識等跨域能力，大幅提升軍中人力素質。
簽約儀式由國立中山大學校長鄭英耀與陸軍八軍團指揮官劉得金中將代表締約。「這是陸軍第八軍團首次與頂尖國立大學合作！」指揮官劉得金中將表示，欣見國立中山大學提供國軍寶貴且優質的進修資源，該專班具完備的師資課程、現代化的學習空間及便捷的進修管道；除為部隊培育高素質人才，對於國軍指參現代化整備與軍文合作也具指標性意義。
國立中山大學社會科學院院長張其祿也向劉得金指出，院內教師專業領域多元且分布平均，涵蓋社會科學各面向，包含政治、經濟、社會、教育、法律、國際關係及區域研究等，是南台灣最具影響力的社會科學領域學術機構。本次以中國與亞太區域研究所、政治學研究所、經濟學研究所、教育研究所、政治經濟系、及社會系的師資與教學資源為基礎，成立營區行政管理碩士在職專班，並配合國軍轉型募兵制政策，提供現役軍人進修學習的機會，同時提升國軍的科研質量與人力素質。

## 宗族表揚
劉得金於2009年1月1日升任少將，故鄉新竹縣芎林鄉（紙寮窩社區）之劉氏宗族，有感於宗族大房劉傳老子弟為族爭光，於同年劉族清明祭祖大會中，頒贈劉得金「吾族之光」匾額，劉得金於祭祖會中致詞，並接受媒體採訪。

## 期刊論文
劉得金（1994）。攻擊時用兵之主從及兵力運用計畫。《步兵學術雙月刊》，160，77-82。
劉得金（1994）。淺談火力發揚和兵力運用的關係。《步兵學術雙月刊》，161，41-45。
劉得金（1994）。談「夜間攻擊」。《步兵學術雙月刊》，162，30-35。
劉得金（1994）。談時空因素－作戰時空因素的計算為部隊安全的最大考量。《步兵學術雙月刊》，163，24-28。

## 軍事見解
國防部智庫「國防安全研究院」舉辦「二○二一台北安全對話」線上論壇，就小國安全面臨的新型態挑戰進行研討。面對中國對台進行各種施壓，國防部總督察長室總督察長劉得金中將表示，中國除對我軍事滋擾、文攻武嚇外，亦試圖以假消息、混合戰等打擊決策者的「第四代戰爭」手段，影響國人對政府信任，我國須加強跨部會協調、軍民合作、訊息查核能力及國際合作，才能有效因應。「第四代戰爭」為軍事研究術語，與密集作戰的第一代戰爭、操作線膛武器的第二代戰爭、強度速度與突襲的第三代戰爭相比，「第四代戰爭」概念涉及範圍更廣、不再拘泥於軍事行動的複合式作為。
劉得金表示，比起將有生目標消滅或據為己用的前三代戰爭手段，第四代戰爭則鎖定準敵決策者、決策意志，中國持續對我文攻武嚇，試圖以假消息、混合戰、灰色地帶衝突等手段，意圖打擊我方人民對政府的信任。
劉得金表示，中國「混合戰」手段包含經濟、資訊網路、軍事威脅等，以機艦襲擾、海事糾紛、假訊息為主，且強度逐漸增強。對於中共多元襲擾手段，我國須加強跨部會協調、聯合作戰、軍民合作、訊息查核能力與國際合作，國軍也已建立快速應處機制、做好戰略溝通。
劉得金以網路戰為例，他說，未來台海戰爭是場無煙硝戰爭，可用低成本達高效益成果，這就是不對稱作戰，且中共已完成軍隊組織調整，積極提升網戰能力，網攻目標更擴及政治、經濟、軍事、教育、關鍵基礎設施，並竊取機密資料當作後續作戰目標，這些都有可能是對台混合戰的前奏。
至於因應對策，劉得金認為，應強化各部會協調達到聯合作戰效果，也必須加強軍事與民間單位的合作能量，國際間則要強化聯盟及潛在同盟的互信及合作，並優化訊息查核能力、建立查證系統與專責單位，藉此防範假訊息。。

## 荣誉

### 中华民国勋章奖章
劉得金服務軍旅廿餘年，共獲頒「壹星忠勤勳章」、「忠勤勳章」、「陸光甲種獎章」、「金甌甲種獎章」、「弼亮甲種獎章」、「一星景風甲種獎章」「景風甲種獎章」、「壹星寶星獎章」與「二星寶星獎章」等九座勳獎章。光華甲二獎章及干城甲二獎章。
- 四等云麾勋章（2018年8月1日于高雄泰山营区颁授[14]）
- 四等宝鼎勋章（2019年12月4日于高雄泰山营区颁授[15]）
- 三等云麾勋章（2020年12月8日于台北博爱营区颁授[16]）
- 二等景星勳章（2024年5月15日於總統府頒授）[17]